# Capsule à vis
 (avril 2021).
Si vous disposez d'ouvrages ou d'articles de référence ou si vous connaissez des sites web de qualité traitant du thème abordé ici, merci de compléter l'article en donnant les références utiles à sa vérifiabilité et en les liant à la section « Notes et références ».

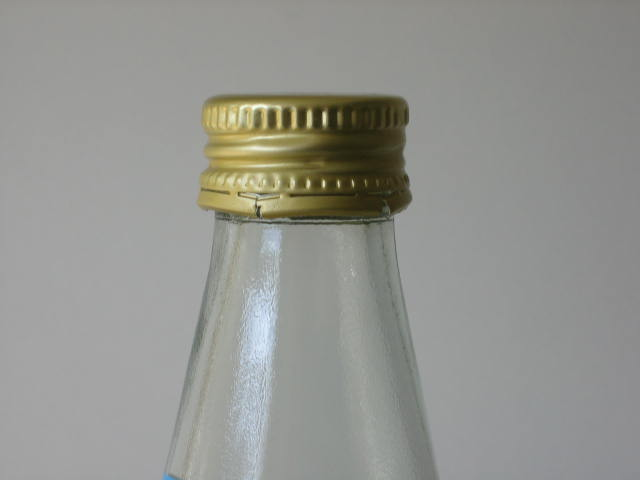
Une bouteille de jus de fruit fermée par une capsule à vis

Une capsule à vis (ou bouchon à vis) sert à fermer hermétiquement les bocaux de conserve en verre et les bouteilles comportant un col fileté. Ces bouteilles, à l'inverse de celles qui sont fermées par des capsules, peuvent être rebouchées. Les capsules à vis existent dans différentes dimensions, formes et matériaux.
La capsule est soit faite entièrement d'un matériau souple, polyéthylène ou polypropylène, soit composée d'une coiffe métallique (généralement en aluminium) et d'un joint d'étanchéité écrasé ou posé. La coiffe métallique de la capsule (encore dépourvue de filetage) est appliquée sur le haut du joint et enroulée sur le filetage. Les joints existent en divers matériaux comme le liège, le polyéthylène, le Saranex (film coextrudé fait de polyéthylène, de poly(chlorure de vinylidène) (en) et d'acétate d'éthylènevinyle) ou la feuille d'étain.
Les capsules en aluminium sont assez répandues, notamment (dans le monde francophone) en Suisse et au Québec.

## Pour le vin

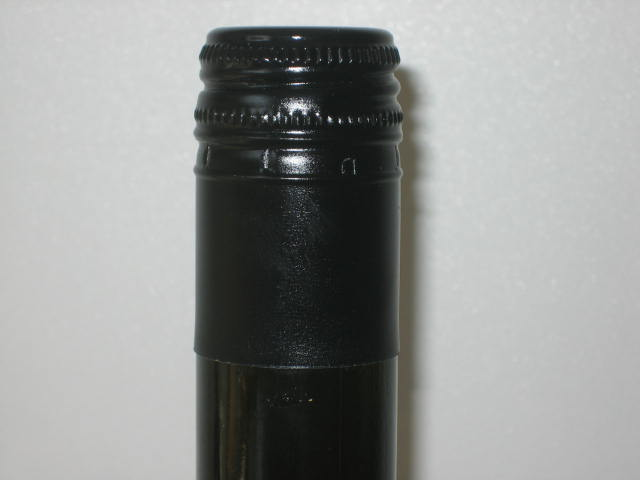
Capsule à vis sur bouteille de vin

Les capsules ont été introduites depuis le début des années 1970 sur les marchés tout d'abord suisses, puis un fort développement en Australie et Nouvelle-Zélande (marque Stelvin). En France, ce phénomène est plus récent (les années 2000) avec des précurseurs comme André Lurton ou Michel Laroche. Deux types de joints adaptés selon les vins : Saran film étain ou Saranex ; l'oenologue choisit le joint en fonction de l'échange gazeux souhaité. L'avantage principal de la capsule à vis serait de maintenir « une qualité constante d'une bouteille à l'autre ».
La part de marché des capsules à vis pour les vins est en constante progression : plus de 3 milliards de bouteilles en 2008 dans le monde sur les 17 milliards de bouteilles (dont 300 millions en France). Les vins bouchés avec des capsules à vis sont souvent encore perçus comme des vins de piètre qualité.

## Pour la bière
À la fin des années 1980, le bouchon à étrier (aussi appelé « bouchon à bascule » ou « bouchon mécanique ») réutilisable est revenu à la mode pour les bouteilles de bière. Cette alternative aux capsules serties présentait pour les brasseurs l'avantage de rendre les bouteilles rebouchables pour peu qu'elle s'accommode de techniques de bouchage modernes employant des machines. La capsule à vis fournissait une solution ici aussi et elle fut introduite au milieu des années 1990.

## Pour le whisky
Les capsules à vis existent aussi dans le monde du whisky. Ce sont les blends qui les premiers les ont adoptés, Johnny Walker, J&B, etc.
Depuis quelques années, des whiskies haut de gamme ont eux aussi adopté ce mode de fermeture des bouteilles. Ce phénomène est actuellement cantonné aux whiskies japonais : Yamazaki, Yoichi, Miyagikyo.

## Galerie

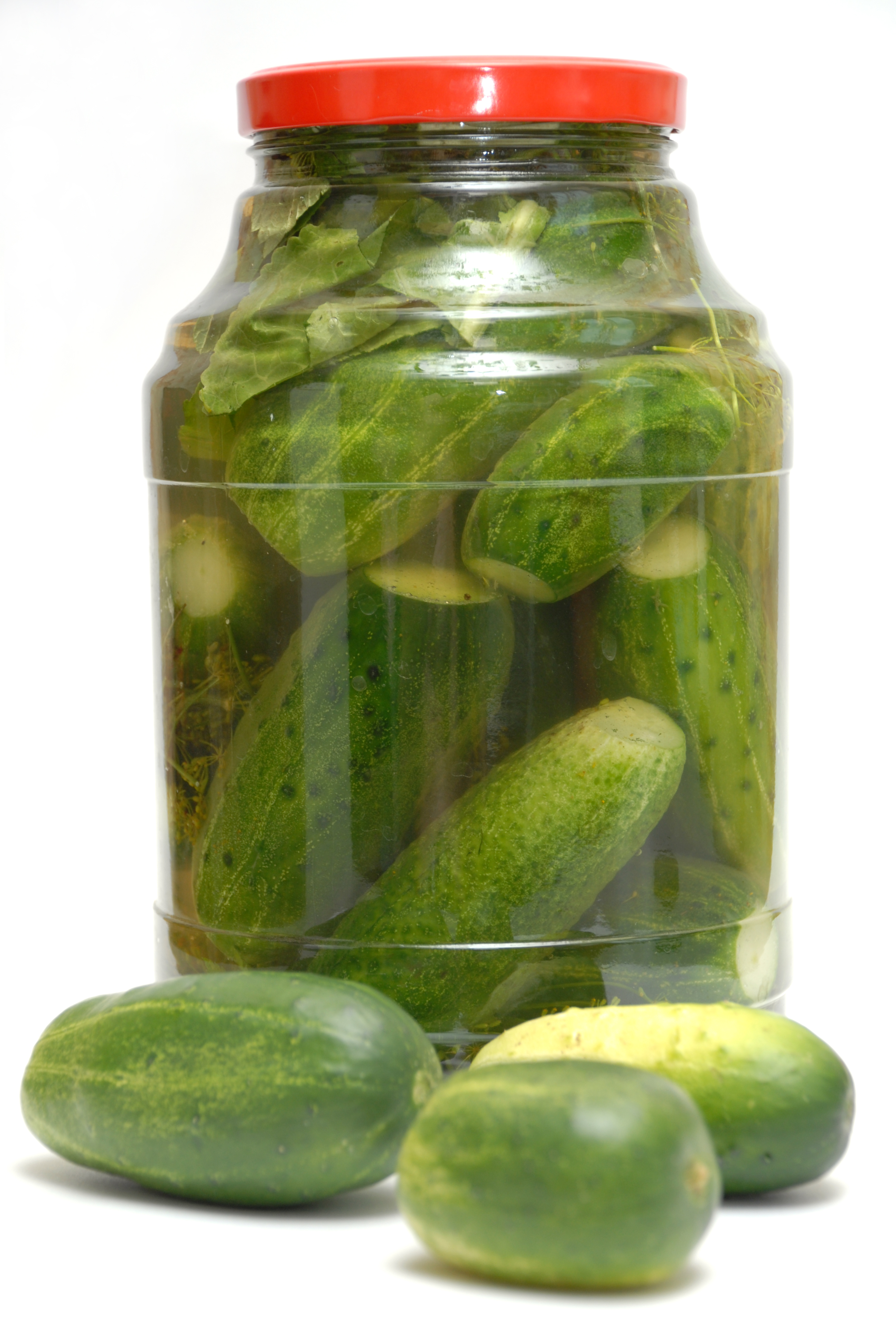
Bocal de cornichons fermé par une capsule à vis en métal
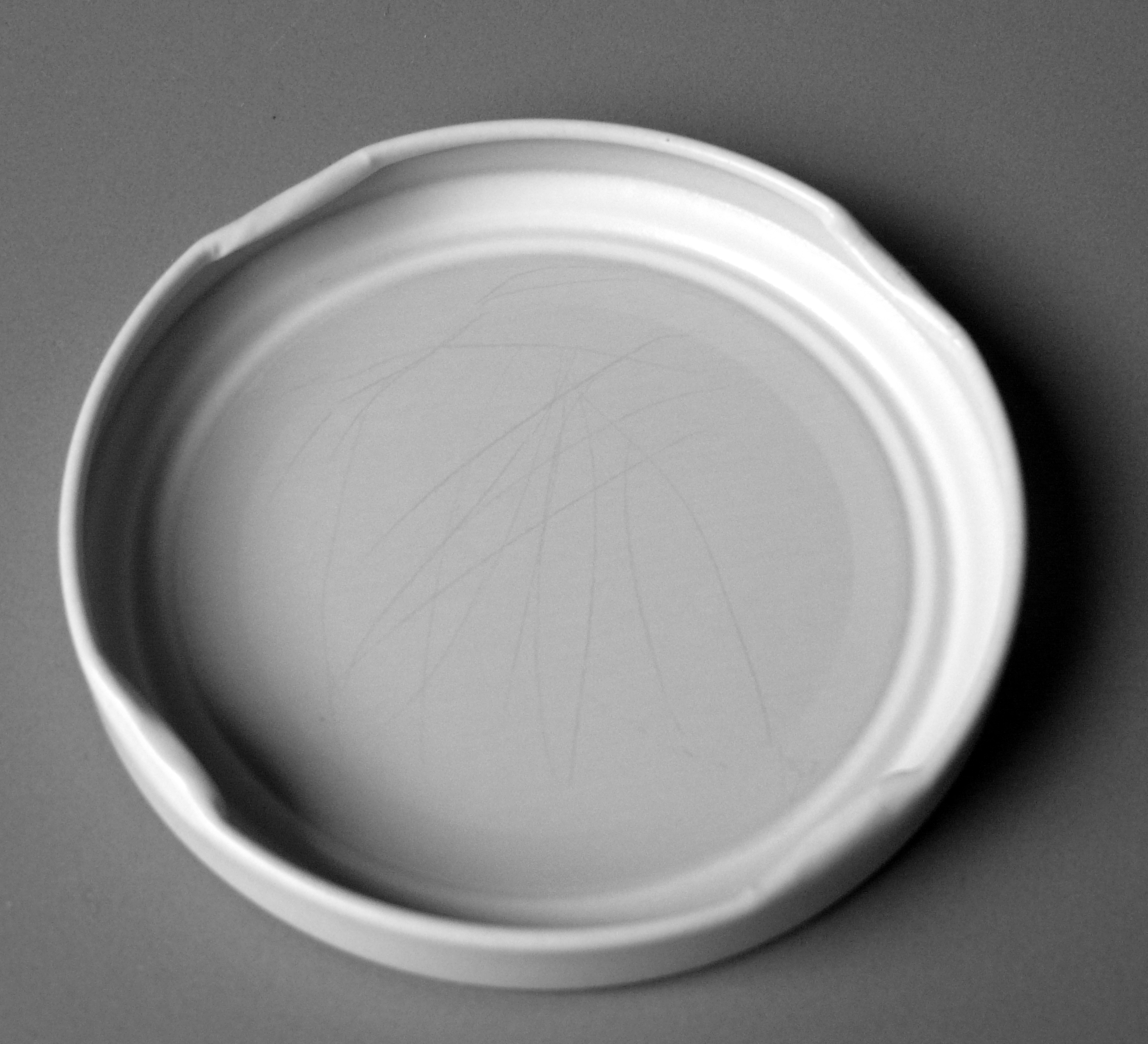
Capsule à vis en métal
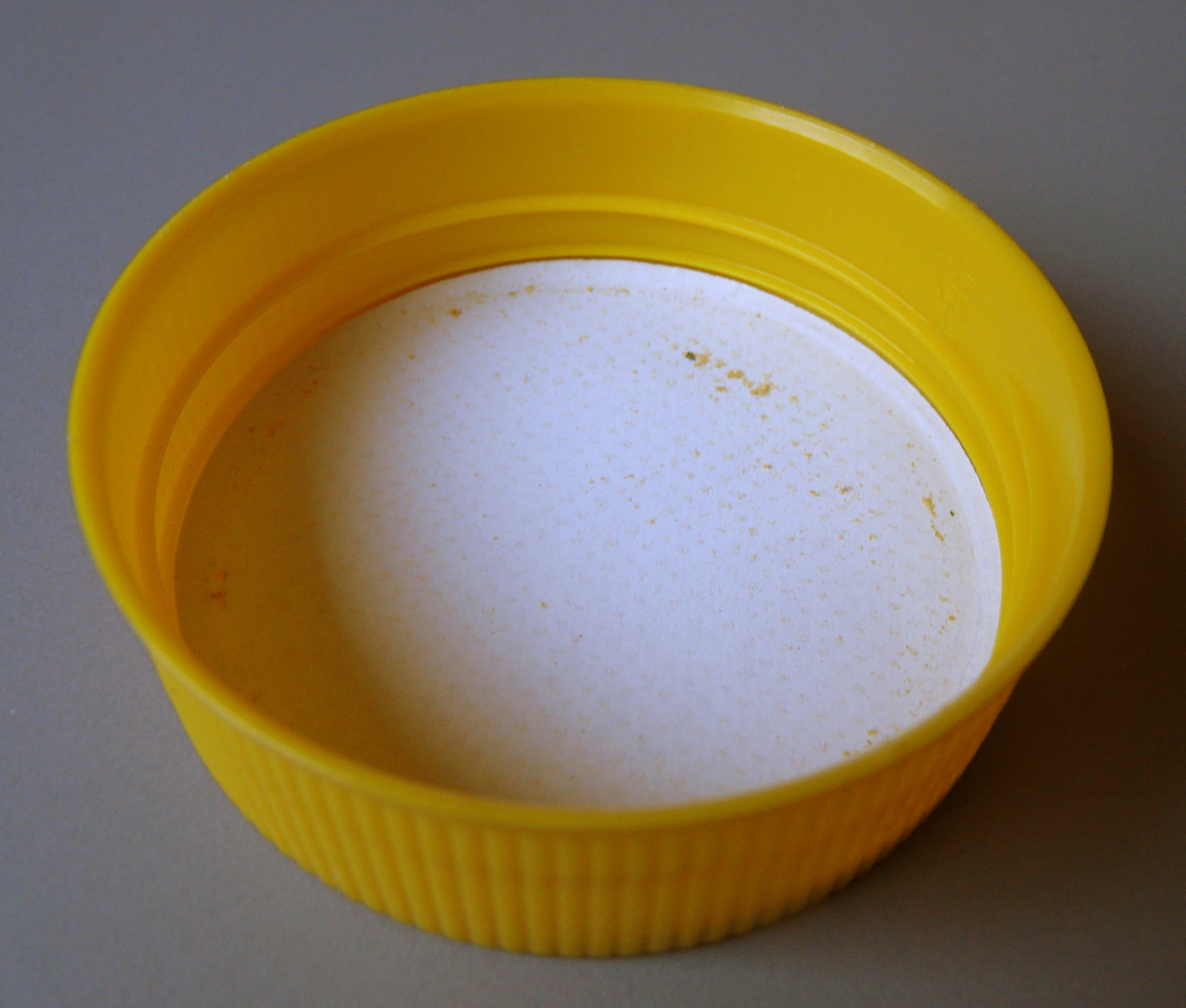
Capsule à vis en plastique
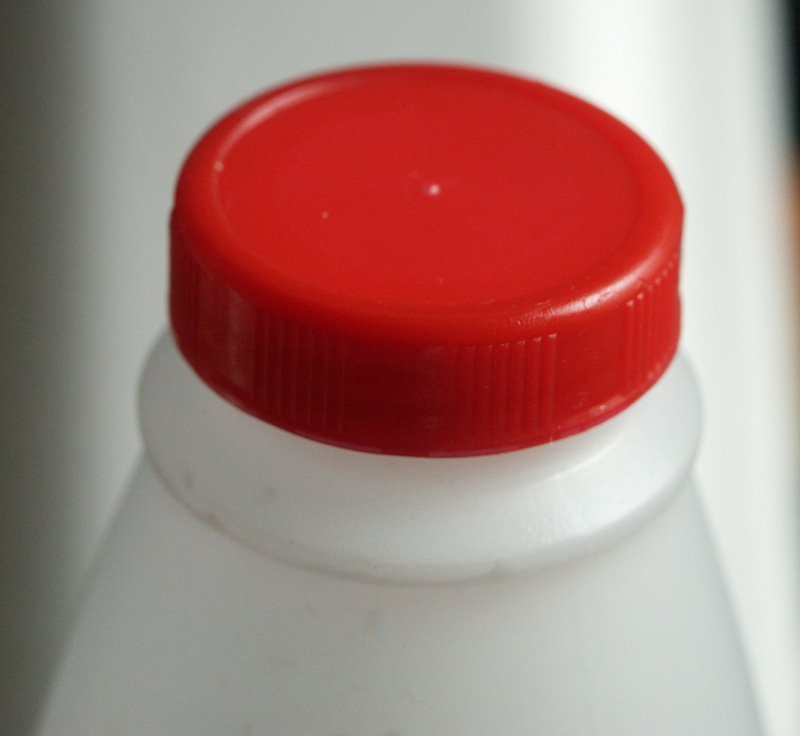
Capsule à vis en plastique (bouteille de lait)
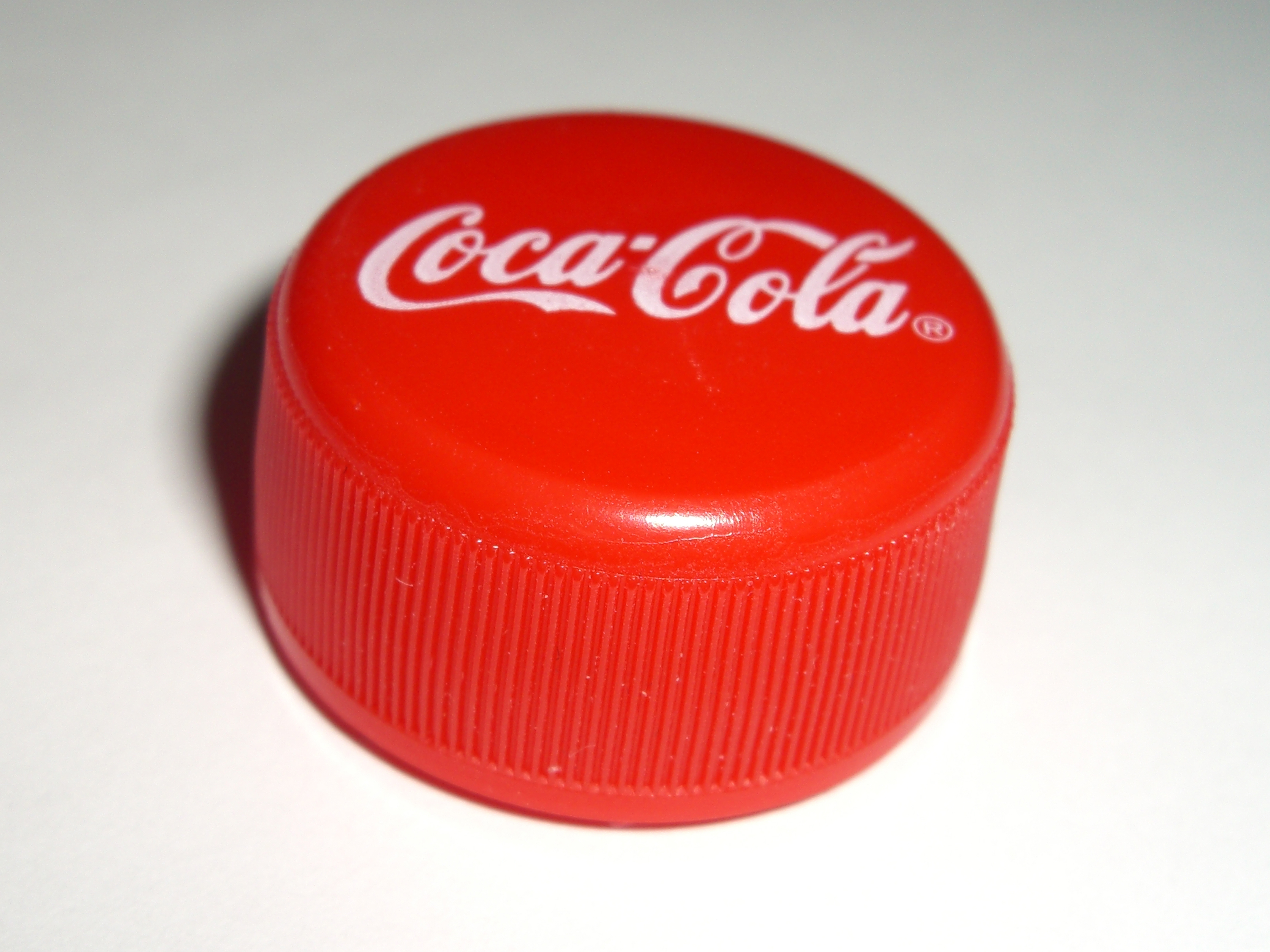
Capsule à vis en plastique de bouteille de Coca-Cola
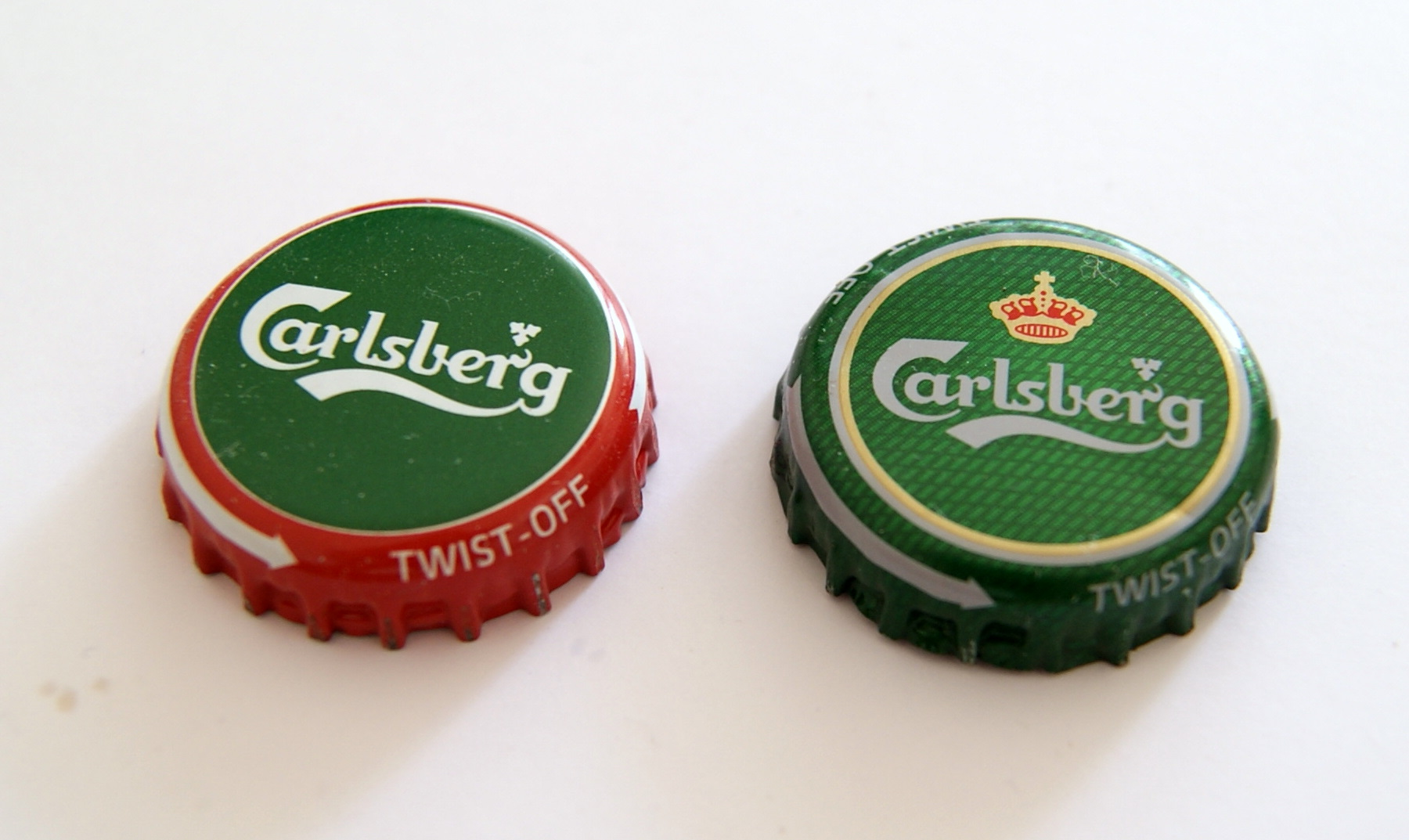
Capsules plates à vis Carlsberg (1 seul usage)
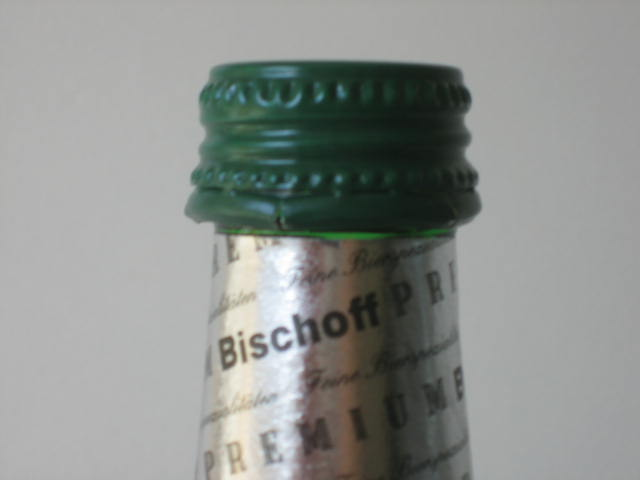
Capsule à vis sur une bouteille de bière
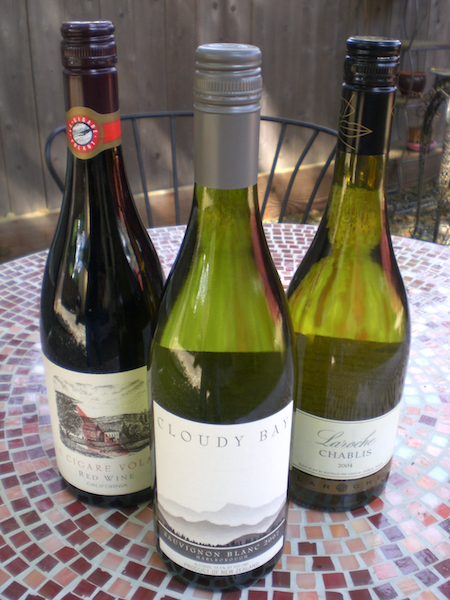
Trois bouteilles de vin utilisant une capsule à vis